# Wiluna
Wiluna – miejscowość w stanie Australia Zachodnia, położona ok. 950 km na północny wschód od Perth przy drodze Gunbarrel Highway.  Założona w 1898 roku, w 2006 populacja miasta wynosiła 681 osób.
W pobliżu Wiluny znajduje się aktywna kopalnia złota Wiluna Gold Mine.